# برغوثیه
برغوثیه یکی از فرقه‌های منشعب شده از جبریه هستند که به محمد بن عیسی ملقب به برغوث منتسب اند. این فرقه از فرقه نجاریه منشعب شده و بیشتر در منطقة ری و اطراف آن می‌زیستند. این فرقه در مسئله صفات الهی و خلق قرآن و نفی رؤیت خداوند با معتزله هم رای هستند اما در مورد مسئله خلق اعمال و استطاعت با آنان مخالفت کرده‌اند. از آراء کلامی رهبر این فرقه اطلاعات خاصی به دست نرسیده و آثارش به صورت پراکنده در آثار دیگران منعکس شده‌است.